# Золотые леса
Творческий клуб «Золотые леса» — культурно-просветительская молодёжная организация МГУ им. Ломоносова.

## Основание клуба и направления его деятельности
Клуб основан осенью 1999 года группой студентов и преподавателей разных факультетов университета, увлечённых ролевыми играми.
Основными направлениями деятельности клуба является устройство ролевых игр, культурно-массовых мероприятий, обучение танцам, фехтованию, стрельбе из лука, проведение интеллектуальных дискуссий и семинаров. Мероприятия «Золотых Лесов» проходят на базе МГУ им. Ломоносова, ЦДРА им. Фрунзе, музея-заповедника «Коломенское», Измайловского парка и других государственных учреждений образования и культуры.
Клуб также участвует в проектах АКИФ (Ассоциация клубов исторического фехтования), таких как турниры исторического фехтования «Рыцарский вызов» и «Стальной кубок».
Основной состав клуба — студенты, сотрудники и выпускники МГУ им. Ломоносова и других московских вузов, однако принять участие в деятельности клуба может любой желающий без ограничений по возрасту. Членство в клубе даётся через систему неформальных рекомендаций, в зависимости от степени вовлечённости кандидата в клубные проекты.
Символами клуба являются золотые кленовые листья, белый и зелёный цвета, лось.
На сайте клуба размещена библиотека литературных произведений участников и друзей клуба, методические материалы и статьи, посвящённые различным видам ролевых игр и фотографии с мероприятий.
Среди множества других подобных российских организаций выделяются подчёркнутым идеологическим мессианством. Основным девизом клуба является фраза «Сделаем мир лучше!», а одним из основных скрепляющих членов Клуба элементов являются некие «идеалы чести и благородства», вроде бы разделяемые всеми, но в то же время нигде не формализованные.
Критики упрекают «Золотые Леса» в гигантомании (любовь к крупным проектам), снобизме (позиционировании себя более интеллигентными и правильными, чем другие) и желании отформатировать среду ролевых игр, социализировать её.
Бывшими и действующими членами клуба созданы многочисленные образовательные, культурно-просветительские и благотворительные организации. Многие действующие и бывшие члены Клуба являются также успешными бизнесменами и/или учёными. Поскольку данные люди не всегда уже увлечены ролевыми играми, среди них распространено представление о «Золотых Лесах» как о российском аналоге американской «Лиги Плюща» — так называемой «Лиге Клёна».

## Наиболее известные проекты
Ролевая игра живого действия «Ведьмак. Нечто большее» по произведениям Анджея Сапковского (организаторы: мастерская группа «Лестница в небо» и ТК «Золотые леса») прошла 4-7 августа 2005 года во Владимирской области на берегу реки Киржач и стала крупнейшим событием ролевого сезона, главным образом благодаря рекордному числу участников — на игру приехало порядка 2 700 человек из России и республик бывшего СССР. Был установлен рекорд посещаемости за всю историю проведения крупномасштабных ролевых игр в СССР (России). На конвенте ролевых игр и фантастики «Зиланткон» в Казани игра была награждена премией «Дюрандаль» по итогам сезона 2005 года.
Ролевой конвент центрального региона «Комкон» (организаторы: ТК «Золотые леса» и МОО «Игры будущего»), проводится ежегодно, начиная с 2006 года.
C 2005 года проводятся Большие Дружеские Манёвры — весенние (в мае) и осенние (в сентябре-октябре).
Суть манёвров — отработка командного взаимодействия бойцов, экипированных по образцу воинов XIV—XVI вв.
Манёвры традиционно проводятся в два захода: «лёгкая» или «пластиковая» часть — с использованием имитаций старинного оружия из синтетических смол, и «стальная» часть — с использованием стального спортивного оружия (допускаемого по нормам исторического фехтования, то есть с шириной кромки не менее 2 мм).
Наибольшее число участников Манёвров: до 450 человек в «лёгкой» части и до 100 в «стальной».
Последние Большие Дружеские Манёвры состоялись в сентябре 2018 года.
Тематические балы
С момента основания в клубе проводились неформальные праздники с танцами. Предпочтение отдавалось классической программе (вальсы, польки) с добавлением старинных танцев (народных и бальных).
С 2004 года дважды в год − весной и осенью − клуб проводит открытые тематические балы, посвящённые той или иной исторической эпохе или литературному произведению, с соответствующим набором танцев и требованиями к костюму.
Прийти на бал может любой желающий с условием соблюдения указанного организаторами дресс-кода и оплаты входного билета (стоимость билета определяется стоимостью аренды помещения и не включает коммерческой наценки).
В 2003—2004 годах балы проводились в помещениях МГУ, с 2005 года − в ЦДРА им. Фрунзе.
Аудитория балов состоит из любителей старинных танцев, исторической реконструкции, ролевых игр, современных бальных танцев.
Студия старинного танца при творческом клубе МГУ «Золотые леса» была образована в 2000 году. В самом начале своего существования студия представляла собой небольшую группу людей, увлечённых историческими танцами. Участники студии занимались изучением и реконструкцией западноевропейских народных и бальных танцев XIII—XIX веков, в том числе танцев, на тот момент ещё не известных в России. На текущий момент студия является хедлайнером серьёзного изучения истории танца в России.
Ролевая игра живого действия «Константинополь: ещё одна весна»
В июле 2007 года мастерская группа «Лестница в небо» и ТК «Золотые леса» провели ролевую игру живого действия «Константинополь: ещё одна весна».
Исторической основой сюжета игры стали события весны 1453 года, когда Константинополь был захвачен войсками османского султана Мехмеда II.
В игре приняли участие около 600 человек. Игра запомнилась участникам беспрецедентными по меркам российского ролевого движения затратами мастерской группы на материальное обеспечение (пиломатериалы, продовольствие и пиротехнические эффекты) и нестандартным подходом к созданию сюжета.
Параллельно с главной исторической линией игры развивалась «мистическая» линия, заданная мастерской группой с аллюзиями на синтетический образ Константинополя — Царьграда в литературе постмодерна (Умберто Эко, Милорад Павич).
Полигоном игры стал берег озера в районе города Луховицы.
Условный Константинополь располагался на полуострове, перешеек которого был полностью перекрыт штурмовой стеной длиною более 60 м и высотой ок. 4 м.
Модель Храма св. Софии представляла собою деревянную конструкцию 12×12 м в основании, высотой (с куполом) более 6 м.
Из осадных орудий на игре использовались пушки и требушеты. Для штурма стены сооружались деревянные осадные башни.
Одним из элементов повышенного риска на игре было использование водного транспорта.
Главный игровой эпизод — штурм города турками, состоявшийся 7 июля, — начался примерно в час дня и продолжался непрерывно несколько часов с использованием деревянных осадных машин и пиротехнических огнестрельных орудий.
К сожалению организаторов, им не удалось реализовать все идеи, относившиеся к сюжету и оформлению игры, из-за неполного заезда игроков, подавших заявки.
По итогам сезона 2007 года игра была названа лучшей на конвенте «Зиланткон» в Казани и заслужила многочисленные положительные отзывы в ролевом сообществе.